# Angela minor
Angela minor es una especie de mantis de la familia Mantidae.

## Distribución geográfica
Se encuentra en Venezuela.